# Floyd Red Crow Westerman
Floyd Westerman, también conocido como Kanghi Duta («Red Crow» en Dakota ) (17 de agosto de 1936 - 13 de diciembre de 2007), fue un músico, activista político y actor indígena estadounidense perteneciente a los Siux de Dakota. Tras desarrollar una exitosa carrera como cantante de música country, se convirtió en actor, por lo general representando a los ancianos nativos americanos en las películas y la televisión estadounidenses. También se le acredita como Floyd Red Crow Westerman. Como activista político, habló y marchó por las causas de los nativos americanos.

## Biografía
Nació como Floyd Westerman en la reserva india de Lake Traverse, hogar de los Sisseton Wahpeton Oyate, una tribu reconocida a nivel federal que es una de las subtribus de la sección de Dakota del Este de la Gran Nación Sioux, ubicada en el estado estadounidense de Dakota del Sur. Su nombre indígena Kanghi Duta significa «cuervo rojo» en el idioma dakota (que es uno de los tres idiomas siouan de las Grandes Llanuras ).
A la edad de 10 años, Westerman fue enviado al internado de Wahpeton, donde conoció a Dennis Banks, quien posteriormente se convirtió en líder del Movimiento Indio Americano). Allí, Westerman fue obligado junto a los demás niños a cortarse en cabello tradicionalmente largo y se les prohibió hablar en sus idiomas nativos. Esta experiencia impactaría profundamente el desarrollo personal y profesional a lo largo de toda su vida. Ya como adulto, recuperó su herencia y se convirtió en un abierto defensor de la preservación cultural indígena. 
Westerman se graduó de Northern State University con una licenciatura en educación secundaria. Sirvió dos años en la Marina de los EE. UU., antes de comenzar su carrera como cantante de música country.

## Carrera profesional
Antes de ingresar al cine y la televisión, Westerman había establecido una sólida reputación como cantante de música country. En su composición, exploró y criticó las influencias europeas en las comunidades nativas americanas. Además de varias grabaciones en solitario, Westerman colaboró con Jackson Browne, Willie Nelson, Bonnie Raitt, Harry Belafonte, Joni Mitchell, Kris Kristofferson y Buffy Sainte-Marie. En la década de 1990, realizó una gira con Sting para recaudar fondos para preservar las selvas tropicales en peligro de extinción.
Después de años actuando como cantante, Westerman se interesó en la actuación. Hizo su debut cinematográfico en la película Renegades (1989), en la que interpretó a «Red Crow», el padre lakota sioux de Hank Storm, interpretado por Lou Diamond Phillips. Otros papeles cinematográficos incluyen «Chief Ten Bears» en Dances with Wolves (1990) y el «chamán» del cantante Jim Morrison en The Doors (1991) de Oliver Stone. Westerman apareció como Standing Elk, junto a su viejo amigo Max Gail, en la película familiar Tillamook Treasure (2006). Apareció en Hidalgo (2004), como Chief Eagle Horn en el circo de Buffalo Bill. En septiembre de 2007, Westerman terminó el trabajo de la película Swing Vote (2008).
Los papeles televisivos incluyeron interpretar a «George» en Dharma & Greg, «Uncle Ray» en Walker, Texas Ranger (en el piloto y la primera temporada regular), «One Who Waits» en Northern Exposure y múltiples apariciones como «Albert Hosteen» en la serie The X-Files. Westerman también realizó numerosos anuncios de servicio público para televisión, incluido uno para la Cumbre de la Tierra de las Naciones Unidas en Río en 1992.
Westerman murió por complicaciones de leucemia en el Centro Médico Cedars-Sinaí de Los Ángeles el 13 de diciembre de 2007.

## Filmografía seleccionada
- Powwow Highway (1989)
- Renegades (1989)
- Dances with Wolves (1990)
- The Making of 'Dances with Wolves' (1990)
- Son of the Morning Star (1991)
- The Doors (1991)
- Clearcut (1991)
- The Broken Chain (1993)
- Jonathan of the Bears (1994)
- Lakota Woman: Siege at Wounded Knee (1994)
- 500 Nations (1995)
- Buffalo Girls (1995)
- Dusting Cliff 7 (1997)
- The Brave (1997)
- Naturally Native (1998)
- Grey Owl (1999)
- Graduation Night (2003)
- Atlantis: Milo's Return (2003)
- Dreamkeeper (2003)
- Hidalgo (2004)
- Tillamook Treasure (2006)
- Comanche Moon (2008)
- Swing Vote (2008)

## Apariciones televisivas seleccionadas
- MacGyver (1988)
- Capitán Planeta y los planetarios (1990)
- L. A. Law (1991)
- Northern Exposure (1991-1993)
- Murder, She Wrote (1992)
- Walker, Texas Ranger (1993-1994)
- 500 Naciones (1995) (voz)
- Roseanne (1995)
- The X-Files (1995-1999)
- The Pretender (1997)
- Baywatch Nights (1997)
- Poltergeist: The Legacy (1997)
- Millennium (1997)
- Dharma & Greg (1997-2001)
- Judging Amy (2001)

## Discografía
- Custer Died for Your Sins (1969)
- Indian Country (1970)
- Custer Died for Your Sins (regrabación1982)
- The Land is Your Mother (1982)
- A Tribute to Johnny Cash (2006)